# 1917年美国义务征兵法
义务征兵法授权联邦政府组织征兵，组建一支更大规模的美国国家军队来参加第一次世界大战。它在1916年12月起草，并且不久在1917年，就因为美德外交破裂而被送上了伍德罗·威尔逊的书桌。法案的最初起草人是休·约翰逊。最后，法案随着战争的结束而尘归历史。它于1918年12月结束。但是法案却是美国历史上联邦政府第一次大规模征兵法案，并且为后来数次战争的征兵法案提供了模板。

## 法案源起

### 国际形势
1910至1920年间的世界笼罩在第一次世界大战的阴云中。在战争爆发之初，美国出于自身利益的考虑，决定持中立立场。但随着战局的持续发展，美国变得越来越难以置身事外。1915年，满载美国游客的“卢西塔尼亚号”邮轮被德国潜艇击沉，造成大量人员伤亡。这引发美国人民的愤怒。之后的1917年，德国外交部向墨西哥发出的怂恿其对抗美国的“齐默尔曼电报”被英国截获并破译。这份电报的公开使美国政府的立场完全倒向协约国。同年4月，美国总统威尔逊决定向德国宣战。

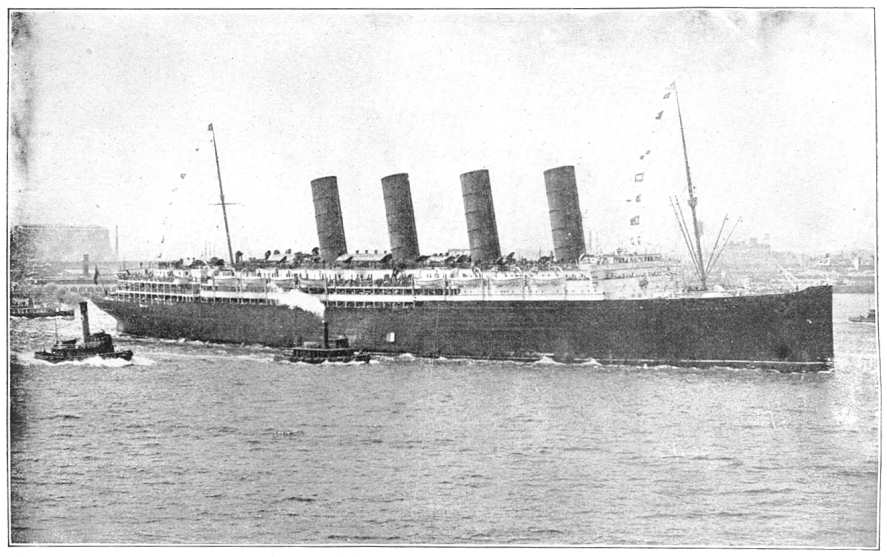
1915年卢西塔尼亚号游轮

### 美国的兵力短缺
在20世纪初，美国的军力完全没有能力与欧洲列强相抗衡。截止到1914年，由政府领导的联邦军队总人数不到10万，各州组建的美国州防卫队约有115000人。这一数字不仅远不及英国、德国等欧洲强国，甚至与日本的总兵力都有所差距。
随着欧洲战局的日益紧张，美国政府意识到兵力的不足，并于1916年通过了国防法，要求在1921年前，将联邦军队人数增至165000人，国民卫队增至45万人。然而，直至1917年美国对德宣战前夕，联邦军队只扩张到121000人，国民卫队只有181000人，远不及参战的要求。
兵力的短缺与战事的紧迫要求美国政府必须尽快提出新的征兵法案来弥补缺口。

### “志愿军”与“义务服役法”间的争论
最初，以前总统西奥多·罗斯福为代表的一批美国政府官员们希望通过临时组建志愿军的方式弥补兵力的缺口，但在宣战六周之后，只有73000人志愿参军。威尔逊总统意识到这样并不可行，于是他接受了时任美国战争部长牛顿·D·贝克的提议，决定在国会推广新的征兵法案。
“义务服役法”在国会讨论中受到了来自西奥多·罗斯福等人的阻力，他们坚持要求保留志愿军制度。最终，双方做出妥协，法案在允许总统建立四支志愿军队伍的前提下被通过。不过，威尔逊总统此后从未使用这一权利。

### 法案的诞生与推广
法案得以通过后，政府建立了“美国公共情报委员会”，由乔治·克里尔领导。该委员会组织了75000名演讲者在5000余座美国城市与乡镇进行了75万次的演讲，在全国范围内鼓动爱国性反德情绪，宣传征兵法案。
之后，克里尔还帮助成立了"美国劳工联合会"，任命赛缪尔·龚伯斯为主席。这个联盟实质上是政府宣传部门的一个劳工辅助单位，负责在工人当中进行战争鼓动。它的主要决议都强调必须将战争坚持下去，并且指出，关于通过谈判达到和平的任何说法，都是有意无意地在作德国人的工具。
在该联盟遍布全国的164个分支机构的影响下，许多社会运动的领导者变得倾向于参战。尽管此时大众还未接受这一概念，但已经创造了一定的舆论基础。

## 影响
这项法案的实施使得第一次世界大战在美国拓展为全民战争。美国因此得以部署全民中最身强体壮的人，并能够提供的所有资源，人力和物质条件来支持这场战争。也是出于这个原因,美国当时的总统威尔逊号召全国人民都要勇于为了战争的胜利而做出最大的努力和牺牲。国会通过法律规定,国家军队应该从所有男性美国公民和那些不持敌方立场并想要成为美国公民的男性中选出。

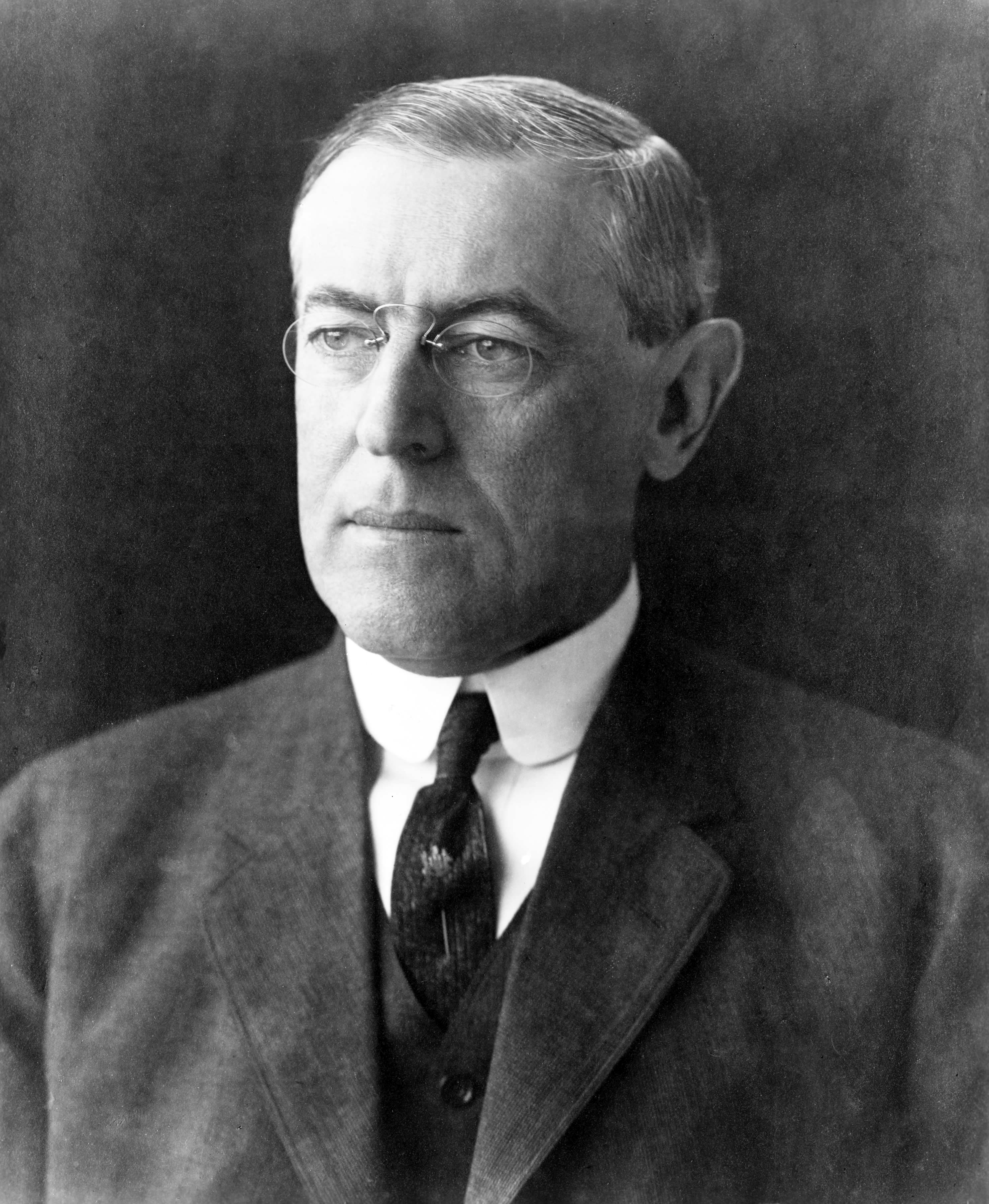
富有魅力和激情的威尔逊总统（1917）

在1917年5月18日的第一次招募中,应招的公民年龄被限制在21至31岁。之后,在1918年8月的第二次招募中,招募的年龄被拓展到了18 - 45岁。除此之外，其他志愿军的招募被完全停止。由于大量积极的爱国活动的煽动，第一次世界大战的征兵取得了巨大的成功，只有大约不到350,000的人躲避征兵。第一次世界大战接近尾声时，大约2,000,000人都自愿地加入了各种不同的武装活动，大约2,800,000人被征召入伍了。这意味着多于4,800,000人被征召服役了。

## 义务兵法案后的美国陆军

### 在第一次世界大战中的大力扩编
1917年4月6日，美国宣布对德国宣战，从而参加第一次世界大战。美国国会于5月通过义务兵役法，开始实施普遍义务兵役制。
第一次世界大战期间，美国派遣美国远征军（总司令为约翰·潘兴上将，实力为7个军41个师共约200余万人）赴欧洲参战，由海军与海军陆战队约60余万人提供支援。刚开始并没有军和军团的编制，军和军团的建制是随着远征军实力的增加而设置的。战时的美国步兵师由2个步兵旅、1个野战砲兵旅、1个工兵团、1个师属机枪营、1个通信营以及师属补给与卫生队组成。师是基本的独立作战单位。1个军可辖2个师至6个师，而1个军团则可辖3个军至5个军。
第一次世界大战结束之后，1919年6月，共有260余万士兵和近13万军官退役。1920年1月，只有13万人（主要是正规陆军）在德国的科布伦茨服役，作为美国佔领德国的象征，并执行和平时期正规军的职责。

### 國民軍
随着义务兵法案的推动，美国历史上开始逐渐转化为“公民军队”和“可扩大的正规军”体制，有民兵传统，民间武器很多。“有组织的平民预备队”作为“第二联邦后备队”，由参加过战争的退役官兵组成，保留师团架子和指挥机关。为便于平时训练和管理，全国分为(9个军防区，每个区有1个正规军师，2个国民警备队师和2个后备队师。由正规军师和附属的训练团训练区的民兵。法律规定大学负责训练预备役军官。该法律目的是促进正规军和民兵尽量一致，以便应付一战时大规模扩军的需要。而通过和平时期普及军训，会事半功倍，战时可迅速征召有较高军事素质的军队，及时投入战场，夺取战争的主动权。一战后，美国进一步加强了。陆军部又成立了候补军官学校，对从正规军中选出的士兵培训，使之达到初级军官水平。

### 批判性的看待
由于扩军时平民素质低，征召后要耗费大量人财物力来进行训练，往往贻误战机。美国参战后，军队急剧膨胀，一大批毫无军事常识的平民一夜之间成了军人。但这一过程太过缓慢，代价也太过高昂。在一次世界大战中,美国有超过11万军人丧命，其中绝大多数都是在本法案生效之后征召的部队。
| 协约国 | 人口 (百万) | 军事人员死亡 | 直接平民死亡(由于军事行动) | 间接平民死亡(由于饥荒和疾病) | 总死亡  | 死亡人口占总人口比例 | 军事人员伤残 |
| ------ | ----------- | ------------ | -------------------------- | ---------------------------- | ------- | -------------------- | ------------ |
| 美国 t | 92.0        | 116,708      | 757                        |                              | 117,465 | 0.13%                | 205,690      |

同时法案严重加深了美国的枪支暴力。为了在和平时期拥有一支强有力的后勤部队，联邦政府放宽了枪支购买和使用的门槛，同时允许和实质上支持州政府大规模训练民兵。民众持枪成为一个重大问题。美国枪支意外死亡率。
枪支暴力是美国社会重大的公共议题之一，特别是在城市地区，并且与青年活动和帮派暴力息息相关。自1865年林肯总统，以及后来的加菲尔德总统、麦金莱总统和肯尼迪总统被暗杀以来，枪支暴力对美国人来说已相当常见。而枪支暴力引发的重大事件，如参议员罗伯特·肯尼迪、民权领袖马丁·路德·金的暗杀，以及科伦拜中学大屠杀、华盛顿特区狙击手攻击事件、弗吉尼亚理工大学校园枪击案，也时常引发对枪支政策的辩论。

## 与以往兵役制度不同之处
1917年美国义务兵役制度与美国内战中兵役制度最大的不同之处是禁止代替服兵役的现象出现。在美国内战中，那些不想服兵役的人可以花钱雇佣一个代替者去服兵役。然而，由于当时雇佣一个代替者非常的昂贵。只有非常少部分人能负担得起雇佣金。这种比较少的现象使得没有一个对被招募者严格规定的制度出现。
然而，对于服兵役代替品的问题，1917年义务兵役征召时规定了一下三点：
1. 严禁有义务服兵役的人提供代替品为本人服兵役。
2. 代服兵役者不再被征召入伍。
3. 严禁服兵役者逃避征召或者在征召期间以任何钱财或贵重财产作为代价缩短服役时间。

## 非裔美国人歧视

### 饱受不公平待遇，征兵法的漏洞
在一战期间，非裔美国人在服役期间经历了严重的种族歧视和隔离。非裔美国人冒着生命危险为国家而战，在退役之后不仅没有受到优待，反而遭到了3K党徒等施加的种族暴力，而联邦政府对此无所作为，这给非裔美国人留下了挥之不去的痛苦和精神上的创伤，使得他们对美国民主和白人的虚伪极度失望。
1917年，美国开始准备参加一战。杜波依斯在NAACP的同事约尔·斯宾加恩（Joel Spingarn）成立了一个训练营地，致力于将非裔美国人训练为美国军队军官。 这个训练营引起了争议：一些白人认为黑人没有能力成为军官，而一些黑人则认为非裔美国人不应该参加这场“白人的战争”。杜波依斯支持斯宾加恩的训练营。后来军队方面坚持以健康问题为由强迫军队中本就稀少的黑人军官之一查尔斯·杨退伍，杜波依斯对此感到非常失望。军队同意为黑人提供1000个军官职位，但是坚持从应征入伍的、习惯于听从白人军官命令的黑人士兵中选取其中250人，而不接受来自训练营的思想独立的黑人。法案宣布后第一天，700,000黑人应征入伍，但是他们都只能服从于歧视性的待遇。这引起了杜波依斯的高声抗议。

杜波依斯组织了1917年在纽约的静默游行。

1917年，休斯顿当地警察逮捕和殴打了两名黑人士兵，这导致100名黑人士兵占领了休斯顿街道并杀害16名白人。最后军事法庭判处其中19名黑人士兵绞刑，另外67名士兵锒铛入狱。休斯顿暴乱（Houston Riot）极大地影响了军队中的非裔美国人晋升为军官，也让杜波依斯非常不安。 尽管发生了休斯顿暴乱，军方由于受到来自杜波依斯和其他支持者的压力，仍然接受了斯宾加恩训练的黑人军官。1917年10月，600多名黑人军官参军入伍。
美国以对NAACP进行调查为威胁，以期阻止其“危险言论”。 但是杜波依斯不为所动，并且在1918年继续发表言论预测一战将推翻欧洲的殖民系统，带来世界范围的有色人种解放——包括中国、印度，特别是美国。时任NAACP主席约尔·斯宾加恩对战争怀抱热忱，他说服杜波依斯考虑写一篇社论否定自己的反战立场，以博得一个军队任命。 杜波依斯接受了这项交易，于1918年6月发表了支持战争的社论《团结起来》。很快他就收到了一个军队职务委任。但是很多希望利用战争为非裔美国人谋取更多公民权利的黑人领袖批评杜波依斯的倒行逆施，南方官员也反对杜波依斯就任。最后他的任命被撤回。

## 法令的实施与终结

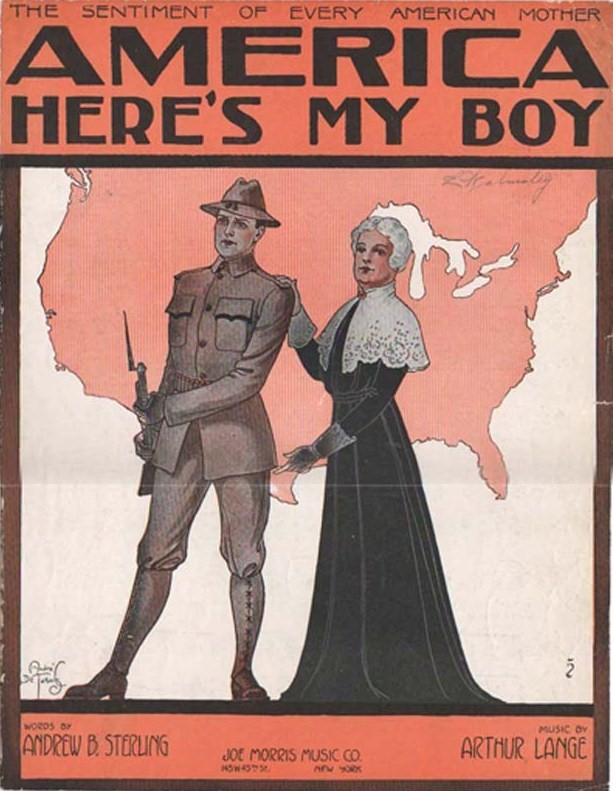
征兵宣传单

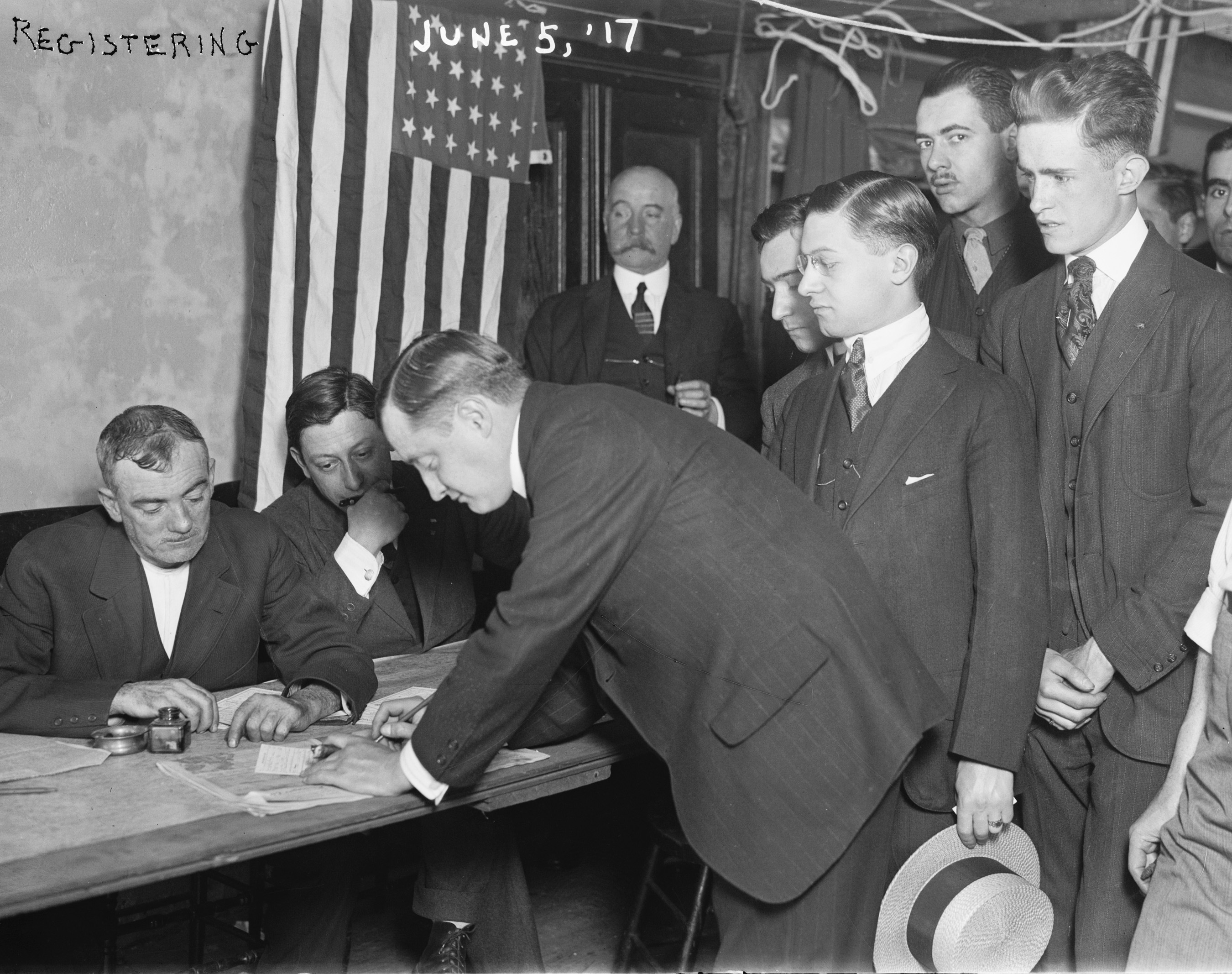
当时在纽约踊跃报名的青年们

一战中一共实施了三次入伍登记
| 次数   | 内容 |
| ------ | --- |
| 第一次 | 1917年6月5号，对象是所有21岁到31岁的成年男子。                                                                                  |
| 第二次 | 第二年的同一时间，登记对象是自上一次登记以后到达21岁要求的人；在同年8月，又组织了一次补登记，来登记第二次登记之后到达21岁的人。 |
| 第三次 | 在1918年的10月12号，登记了所有18到45岁的男性。                                                                                  |

停战之后，义务兵系统很快就被缩减限制了。
| 时间           | 内容                                                                       |
| -------------- | -------------------------------------------------------------------------- |
| 1918年11月11日 | 所有地区的宣传海报都被撤下来                                               |
| 1919年5月21日  | 最后一个指挥中心停止了行动                                                 |
| 1919年7月15日  | 负责人乔治·卡特莱特·马歇尔将军解除了征兵职务，最终结束了一战的义务征兵活动 |

## 脚注
1. ↑  Mark E. Grotelueschen, The AEF Way of War: The American Army and Combat in World War I (Cambridge University Press, 2007): 11.
2. ↑  Edward M. Coffman, The War to End All Wars: The American Military Experience in World War I (University Press of Kentucky, 1998): 25-28.
3. ↑  Wang Xingyang，The early years of the nineteenth century, when American labor diplomatic had concept of a major shift(Naikai Journal,2013.1).   [2014-05-05]. （原始内容存档于2014-05-05）.
4. ↑  Howard Zinn, People's History of the United States (Harper Collins, 2003): 364-365. http://www.historyisaweapon.com/defcon1/zinnwarhea14.html （页面存档备份，存于）
5. ↑  Coffman, p. 29.
6. ↑  .   [2005-12-27]. （原始内容存档于2009-05-07）.
7. ↑  Leed, E. J. (1981). No man's land: combat and identity in world war 1. CUP Archive.
8. ↑  Dees, M., & Corcoran, J. (1996). Gathering storm: America's militia threat. Harper Collins Publishers.
9. ↑  Fischer, F. (1967). Germany's aims in the First World War (p. 120). New York: WW Norton.
10. ↑  Lewis, p. 346. Wolters, pp. 115–116.
11. ↑  Lewis, p. 348 (draft), 349 (racism).
12. ↑  Lewis, p. 354.
13. ↑  Lewis, p. 355; p 384: About 1,000 black officers served during World War I.
14. ↑  Carmichael S. Stokely Speaks: From Black Power to Pan-Africanism[M]. Chicago Review Press, 2007.